# Cruz de la Cuesta

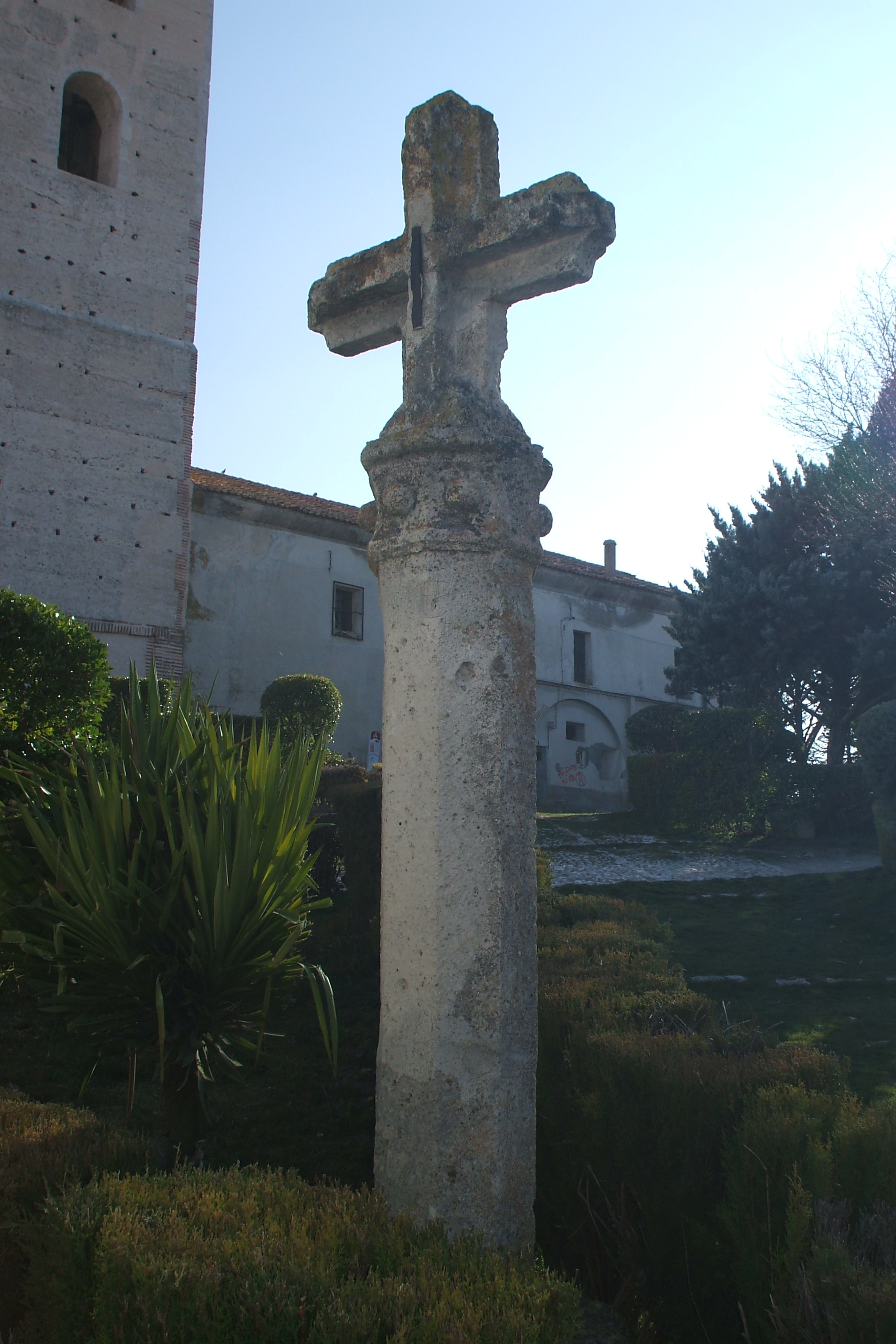
Cruz de la Cuesta en Cuéllar.

La cruz de la Cuesta es un crucero de piedra ubicado en la villa segoviana de Cuéllar (Castilla y León).
Está situada en la calzada de Santa María de la Cuesta, una empinada calle empedrada que da acceso a la iglesia de Santa María de la Cuesta.
Se trata de un monumento del siglo XV o XVI, compuesto por una cruz griega de perfil doblado, sobre un pedestal de una única grada de sillares. Fue derribada en el año 2012 por una máquina y sufrió graves daños, por lo que el Ayuntamiento de Cuéllar intenta reconstruirla.
Como toda cruz de término, tiene declaración genérica como Bien de Interés Cultural, pese a no contar con anotación ministerial, pues ni está inscrita en el catálogo ni tiene expediente.